# Agostino Di Bartolomei
Agostino Di Bartolomei (Roma, 8 de abril de 1955 - San Marco di Castellabate, 30 de maio de 1994) foi um futebolista italiano que atuava como meio-campista.

## Carreira
Di Bartolomei foi revelado pela Roma, onde jogou 237 partidas entre 1972 e 1984, marcando 50 gols, tendo sido peça importante na conquista do Campeonato Italiano de 1982-83 e nos 3 títulos da Copa da Itália conquistados pelo clube giallorosso. Lembrado pela classe e pela garra na liderança do meio de campo da Roma durante o período em que defendeu a equipe, conquistou a admiração da torcida romanista, que criou um grito próprio para ele: Ohhhhhhhhhhhhhhh, Agostino, Ago, Ago, Ago, Agostino gol!!!
Jogou ainda por: Lanerossi Vicenza (1975-76, por empréstimo), Milan (1984-87), Cesena (1987-88) e encerraria a carreira em 1990, quando atuava pela Salernitana.

## Seleção Italiana
Apesar da boa fase que vivia na Roma, Di Bartolomei jogou apenas pela Seleção Italiana Sub-21, pela qual disputou 8 partidas entre 1976 e 1978, tendo perdido as Copas de 1978 e 1982, além da Eurocopa de 1980, sediada justamente pela Itália.

## Morte
Nos últimos anos de sua vida, Di Bartolomei, que já sofria de uma profunda depressão nervosa, cometeu suicídio em 30 de maio de 1994, com um tiro na cabeça. O ex-meio-campista estava com 39 anos de idade e morreu justamente quando completavam-se 10 do vice-campeonato da Roma na Taça dos Campeões Europeus 1983/84, quando os giallorossi perderam, nos pênaltis, para o Liverpool - Di Bartolomei havia convertido o primeiro pênalti na série.

## Títulos
- Campeonato italiano: 1982/1983
- Copa da Itália: 1979/1980, 1980/1981 e 1983/1984